# Commission Tom Lantos des droits de l'homme
La Commission Tom Lantos des droits de l'homme, précédemment dénommée Congressional Human Rights Caucus, est une coalition de la Chambre des représentants des États-Unis. Elle porte le nom du représentant démocrate Tom Lantos.

## Invitation du dalaï-lama

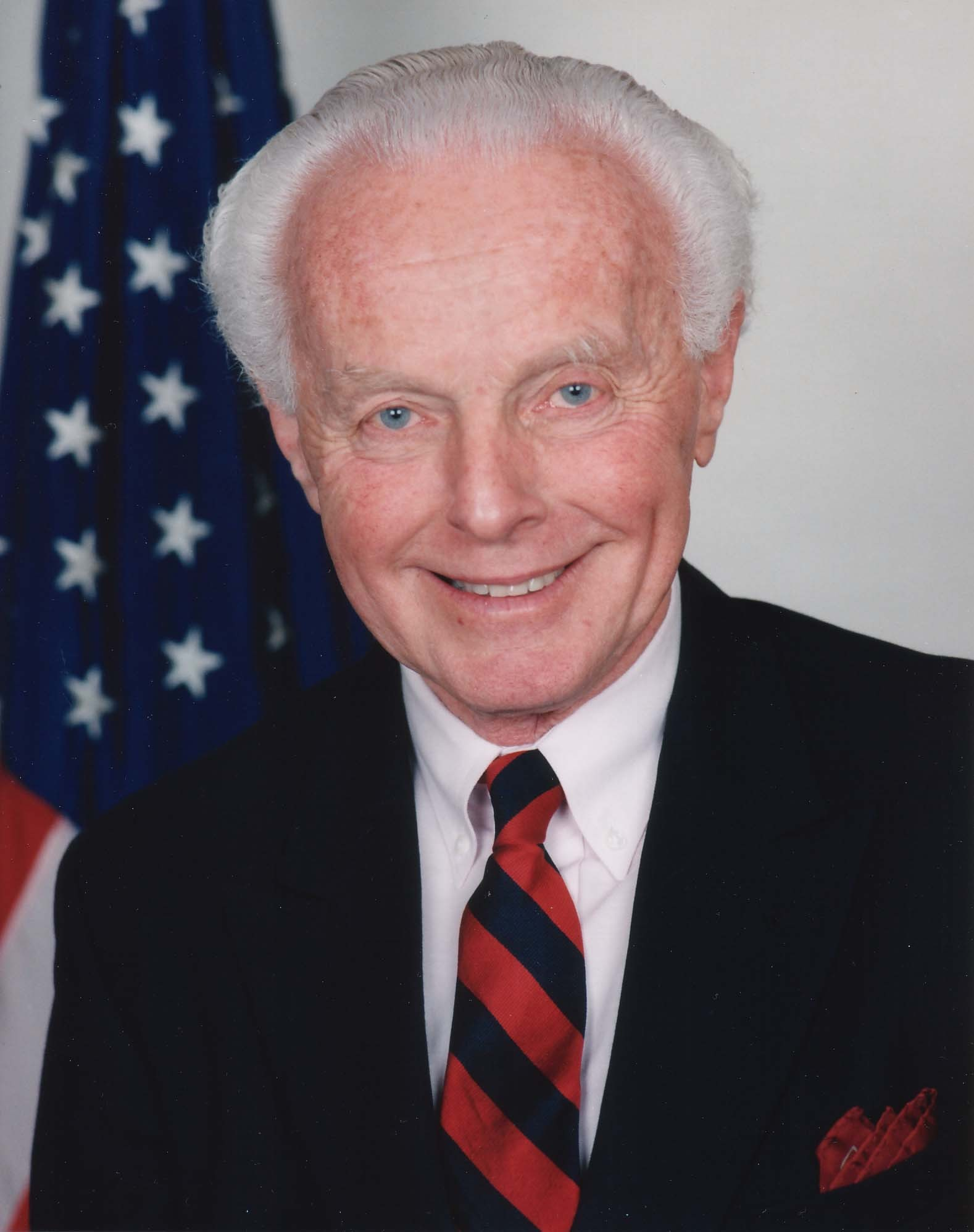
Tom Lantos, cofondateur du Congressional Human Rights Caucus

En 1987, le caucus invite le 14e dalaï-lama à parler de la situation du Tibet. Il s'agit de la première invitation formelle adressée au dalaï-lama par une organisation gouvernementale américaine. Lantos accuse la Chine d'avoir exécuté deux nationalistes tibétains en représailles à cette visite.